# توني جونز (لاعب سنوكر)
توني جونز (بالإنجليزية: Tony Jones)‏ (و. 1960  م) هو لاعب سنوكر إنجليزي، ولد في إنجلترا.

## روابط خارجية
- توني جونز على موقع CueTracker.net (الإنجليزية)